# Mucize Doktor
Mucize Doktor (no Brasil, recebeu o nome de "Um Milagre" e também "Dr. Milagre") é uma telenovela turca no estilo drama médico, assinada pela MF Yapım. Tem seu roteiro escrito por Pınar Bulut e Onur Koralp.
É uma adaptação da telenovela sul-coreana de 2013, Good Doctor, que também serviu de base para a série norte-americana The Good Doctor.
A telenovela iniciou em 12 de setembro de 2019 e foi finalizada no dia 27 de maio de 2021, com 64 capitulos divididos em 2 temporadas.

## Sinopse
Ali Vefa é um jovem com autismo e Síndrome de Savant que foi entregue para adoção pelo seu pai, tendo de crescer em orfanatos. Anos mais tarde, consegue formar-se em medicina, e começa a trabalhar num hospital privado como assistente de cirurgião. Ali enfrentará muitos desafios de seu presente e de seus traumas do passado.

## Exibição
Foi exibida originalmente de 12 de setembro de 2019 até 27 de maio de 2021 em 64 episódios, sendo transmitida pelo canal Fox da Turquia.
Exibição no Brasil
Chegou ao Brasil primeiro pelo serviço de streaming  HBO MAX em agosto de 2021, usando o nome Um Milagre. A dublagem da novela na plataforma causou uma certa polêmica, diversas reclamações foram realizadas no site Reclame Aqui de pessoas insatisfeitas com o serviço por conta de dublagens sem sincronia, episódios não dublados ou sem áudio, e alguns episódios estavam no idioma original, porém estavam sem legendas em português.
Foi exibida pelo canal à cabo TNT Séries com capítulos reeditados de forma mais curta em duas temporadas: A primeira temporada foi exibida de 06 de setembro à 03 de novembro de 2021 com 85 capítulos. Já a segunda temporada estreou em 03 de janeiro de 2022 com a sua totalidade de 100 capítulos, sendo finalizada em 09 de março de 2022. Pelo canal foi adotado o título Um Milagre.
Foi exibida pela primeira vez no canal fechado TNT Novelas de 26 de junho de 2023 à 26 de março de 2024, em 185 capítulos, sendo substituída por Iludida.
Foi exibida pela primeira vez pela  TV Brasil entre 4 de março a 19 de outubro de 2024, substituindo Maria Madalena e sendo substituída por Sangue Oculto na faixa das 20h, com reprise às 1h, exibindo as duas temporadas em TV aberta. Na emissora federal, foi adotado o mesmo título da TNT Novelas e na HBO Max.
Está sendo exibida pela segunda vez pela TV Brasil desde 25 de novembro de 2024 às 22h. 
Foi adquirida pela Record em julho de 2025 e teve a exibição confirmada para 2026, substituindo Iludida. Na emissora, a série adotou o título Dr. Milagre.

## Elenco e personagens

### Personagens principais
| Ator            | Personagem      | Episódios |
| --------------- | --------------- | --------- |
| Taner Ölmez     | Ali Vefa        | 1-64      |
| Onur Tuna       | Ferman Eryiğit  | 1-64      |
| Sinem Unsal     | Nazli Gulengul  | 1-64      |
| Hazal Türesan   | Beliz Boysal    | 1-64      |
| Murat Aygen     | Tanju Korman    | 1-64      |
| Hakan Kurtas    | Doruk Ozuturk   | 29-64     |
| Zerrin Tekindor | Vuslat Kozoglu  | 46-64     |
| Serkan Keskin   | Muhsin Korunmaz | 57-64     |

### Personagens secundários
| Ator                   | Personagem                           | Episódios     |
| ---------------------- | ------------------------------------ | ------------- |
| Bihter Dincel          | Selvi Ustagil                        | 1-64          |
| Hayal Koseoglu         | Açelya                               | 1-64          |
| Merve Bulut            | Gulin Senalp                         | 1-64          |
| Adin Külçe             | A infância de Ali Vefa (Ali criança) | 1-64          |
| Berk Tuna Toktamışoğlu | Ahmet Vefa                           | 1-64          |
| Dilek Kose             | Fatoş Eryiğit                        | 13-14, 19, 56 |
| Edip Saner             | Ismet Gulengul                       | 34-37, 64     |
| Ada Mina Kuçük         | Suna Korman                          | 63-64         |
| Ecem Simge Yurdatapan  | Harika Turşucuzade                   | 63-64         |

### Personagens finalizados
| Ator            | Personagem      | Seção | Razão |
| --------------- | --------------- | ----- | --- |
| Firat Altunmese | Demir           | 1-55  | Após uma série de eventos inoportunos, pediu demissão do hospital.                                         |
| Ezgi Asaroglu   | Ezo Kozoglu     | 40-54 | Depois de saber dos fatos que lhe foram ocultados, ela deixou a cidade.                                    |
| Reha Ozcan      | Adil Erinc      | 1-50  | Ele foi baleado para proteger Ali e morreu durante uma cirurgia.                                           |
| Korhan Herduran | Guneş Yilmaz    | 1-45  | Ele renunciou para perseguir seu sonho de atuar. Mais tarde, ele foi para Ancara para filmar séries de TV. |
| Seda Bakan      | Ferda Erinc     | 30-42 | Ela voltou para a América.                                                                                 |
| Ozge Ozder      | Kivilcim Boysal | 1-29  | Ela foi ferida na explosão que aconteceu em parte do hospital e morreu durante a cirurgia.                 |
| Hulya Aydin     | Gulcan Vefa     | 1-28  | Ela voltou para casa.                                                                                      |
| Camyurt Cenano  | Rikmet Vefa     | 1-28  | Ele morreu de câncer.                                                                                      |
| Merve Dizdar    | Damla Kıyak     | 25-28 | Recebeu uma oferta de outro hospital e mudou-se para lá.                                                   |

## Representação em outros países
Um Milagre foi exibido em outros países além da Turquia.
| País        | Canal        |
| ----------- | ------------ |
| Argentina   | Telefe       |
| Albânia     | TV Klan      |
| Brasil      | HBO Max      |
| Brasil      | TNT Novelas  |
| Brasil      | TNT Séries   |
| Brasil      | TV Brasil    |
| Cazaquistão | Qazaqstan TV |
| Estónia     | Kanal 2      |
| Bulgária    |              |
| Hungria     | SuperTV2     |
| Uzbequistão | Milliy TV    |
| Roménia     | Kanal D      |
| Chile       | Chilevisión  |
| Tunísia     | Hannibal TV  |
| Paquistão   | Urdu 1       |
| Grécia      | SKAI         |
| Paraguai    | Telefuturo   |

## Prêmios e indicações
| Ano  | Prêmio                                | Categoria                                          | Indicado       | Resultado |
| ---- | ------------------------------------- | -------------------------------------------------- | -------------- | --------- |
| 2019 | Associação de Jornalistas de Revistas | Série Dramática do Ano (24. Prêmios Lente de Ouro) | Um Milagre     | Venceu    |
| 2020 | Prêmios de desejo de Yeditepe         | Melhor Série                                       | Um Milagre     | Venceu    |
| 2020 | Prêmios de desejo de Yeditepe         | Melhor ator                                        | Taner Ölmez    | Venceu    |
| 2020 | 46. Prêmios Borboleta Dourada         | Melhor Série                                       | Um Milagre     | Venceu    |
| 2020 | 46. Prêmios Borboleta Dourada         | Melhor ator                                        | Taner Ölmez    | Venceu    |
| 2020 | 46. Prêmios Borboleta Dourada         | Melhor Diretor                                     | Yusuf Pirhasan | Venceu    |
| 2020 | Prêmios de Ciências da Educação       | Melhor Série                                       | Um Milagre     | Venceu    |
| 2020 | Prêmios de Ciências da Educação       | Melhor atriz                                       | Sinem Unsal    | Venceu    |